# Philippolis
Philippolis este un oraș din Provincia Free State, Africa de Sud.